# Jejewoodia
Jejewoodia är ett släkte av orkidéer. Jejewoodia ingår i familjen orkidéer.
Kladogram enligt Catalogue of Life:
| Jejewoodia | \| \| Jejewoodia crockerensis \| \| \| \| \| \| Jejewoodia jiewhoei \| \| \| \| |
|            | \| \| Jejewoodia crockerensis \| \| \| \| \| \| Jejewoodia jiewhoei \| \| \| \| |
|            | Jejewoodia crockerensis                                                         |
|            |                                                                                 |
|            | Jejewoodia jiewhoei                                                             |
|            |                                                                                 |